# Classica di Amburgo 2005
La Classica di Amburgo 2005, (ufficialmente HEW Cyclassics per motivi di sponsorizzazione), decima edizione della corsa, valevole come diciottesimo evento del circuito UCI ProTour, si svolse il 31 luglio 2005 su un percorso di 250,5 km. Fu vinta dall'italiano Filippo Pozzato, che terminò la gara in 6h 00' 59".

## Percorso
La prima parte del percorso prevedeva un anello di 90 km nel sud della città, che prevedeva l'ascesa del Langenrehm (km 59). Poi, passando sul Köhlbrandbrücke, la corsa entrava nel centro di Amburgo, dove si affrontava un circuito con l'ascesa del Waseberg.

## Squadre e corridori partecipanti
Al via si presentarono le venti squadre del circuito ProTour. Invitate fra le squadre continentali furono l'inglese Team Barloworld, la francese AG2R Prévoyance e la tedesca Team Wiesenhof.
| N.      | Cod. | Squadra                |
| ------- | ---- | ---------------------- |
| 1-8     | COF  | Cofidis                |
| 11-18   | PHO  | Phonak Hearing Systems |
| 21-28   | DVL  | Davitamon-Lotto        |
| 31-38   | RAB  | Rabobank               |
| 41-48   | CSC  | Team CSC               |
| 51-58   | SDV  | Saunier Duval-Prodir   |
| 61-68   | FAS  | Fassa Bortolo          |
| 71-78   | C.A  | Crédit Agricole        |
| 81-88   | LSW  | Liberty Seguros        |
| 91-98   | DSC  | Discovery Channel      |
| 101-108 | TMO  | T-Mobile Team          |
| 111-118 | GST  | Gerolsteiner           |

| N.      | Cod. | Squadra                        |
| ------- | ---- | ------------------------------ |
| 121-128 | LIQ  | Liquigas-Bianchi               |
| 131-138 | QST  | Quick Step-Innergetic          |
| 141-148 | IBA  | Illes Balears-Caisse d'Epargne |
| 151-158 | LAM  | Lampre-Caffita                 |
| 161-168 | BTL  | Bouygues Télécom               |
| 171-178 | SDM  | Domina Vacanze                 |
| 181-188 | FDJ  | Française des Jeux             |
| 191-198 | EUS  | Euskaltel-Euskadi              |
| 201-208 | TBL  | Team Barloworld-Valsir         |
| 211-218 | A2R  | AG2R Prévoyance                |
| 221-228 | WIE  | Team Wiesenhof                 |

## Resoconto degli eventi
La prima fuga di giornata arrivò dopo 34 km, quando Jörg Ludewig (Domina Vacanze) si staccò dal gruppo e riuscì a guadagnare diversi minuti prima che Leif Hoste (Discovery Channel) e André Greipel (Wiesenhof) si lanciarono all'inseguimento. Il primo fuggitivo fu raggiunto solo a metà del percorso e i tre insieme riuscirono a guadagnare 12 minuti, vantaggio con cui affrontarono la prima scesa del Waseberg (600m con una pendenza del 16%) a 115 km dal traguardo, su cui Greipel si staccò.
Hoste e Ludewig continuarono invece a guadagnare sul gruppo, arrivando al passaggio sul traguardo con 15 minuti di vantaggio a 100 km dalla fine. La pioggia però rallentò i due battistrada che al secondo passaggio sul traguardo, con 56 km ancora da percorrere, avevano già perso circa 6 minuti dal gruppo tirato da Gerolsteiner e T-Mobile. Al terzo giro del circuito del Waseberg il vantaggio scese ulteriormente e, quando Hoste staccò Ludewig e prodseguì da solo, il gruppo era ormai a 1'21".
Dal gruppo attaccò Jan Ullrich, seguito a ruota da Fabrizio Guidi (Phonak), Luca Paolini e Filippo Pozzato (Quick Step). Diversi altri corridori raggiunsero al quartetto durante la salita e la discesa del Waseberg e Ullrich, rimasto senza compagni di squadra in testa, si alzò favorendo il contrattacco di Vladimir Gusev (CSC), Bram Tankink (Quick Step) e Marco Velo (Fassa Bortolo), che riuscirono a guadagnare circa mezzo minuto dal gruppo ritornato compatto, con ancora la T-Mobile a lavorare.
Il trio di attaccanti raggiunsero prima Ludewig, poi Hoste che venne ripreso a 19 km dal traguardo. Sull'ultima scesa del Waseberg, Hoste si alzò, Ullrich attaccò verso i fuggitivi e si formò un gruppo di quindici corridori - Ullrich (T-Mobile), Velo, Bernucci, Flecha, Cancellara (Fassa Bortolo), Tankink, Pozzato, Paolini (Quick Step), Davis (Liberty Seguros), Rebellin (Gerolsteiner), Elmiger, Grabsch (Phonak), Commesso (Lampre), Gusev (CSC) e Hončar (Domina Vacanze). Grabsch fu l'unico a cercare l'attacco verso il traguardo, ma il treno della Fassa portò il gruppo compatto alla volata, tirando per Cancellara. A 150 metri dalla fine attaccò Allan Davis, ma Pozzato lo sorpassò agevolmente tagliando per primo il traguardo, seguito dal connazionale e compagno di squadra Paolini, secondo al photofinish.

## Ordine d'arrivo (Top 10)
| Pos. | Corridore           | Squadra       | Tempo    |
| ---- | ------------------- | ------------- | -------- |
| 1    | Filippo Pozzato     | Quick Step    | 6h00'59" |
| 2    | Luca Paolini        | Quick Step    | s.t.     |
| 3    | Allan Davis         | Liberty Seg.  | s.t.     |
| 4    | Fabian Cancellara   | Fassa Bortolo | s.t.     |
| 5    | Davide Rebellin     | Gerolsteiner  | s.t.     |
| 6    | Martin Elmiger      | Phonak        | s.t.     |
| 7    | Salvatore Commesso  | Lampre        | s.t.     |
| 8    | Vladimir Gusev      | Team CSC      | s.t.     |
| 9    | Juan Antonio Flecha | Fassa Bortolo | s.t.     |
| 10   | Bert Grabsch        | Phonak        | s.t.     |

## Punteggi UCI
| Pos. | Corridore           | Squadra       | Punti |
| ---- | ------------------- | ------------- | ----- |
| 1    | Filippo Pozzato     | Quick Step    | 40    |
| 2    | Luca Paolini        | Quick Step    | 30    |
| 3    | Allan Davis         | Liberty Seg.  | 25    |
| 4    | Fabian Cancellara   | Fassa Bortolo | 20    |
| 5    | Davide Rebellin     | Gerolsteiner  | 15    |
| 6    | Martin Elmiger      | Phonak        | 11    |
| 7    | Salvatore Commesso  | Lampre        | 7     |
| 8    | Vladimir Gusev      | Team CSC      | 5     |
| 9    | Juan Antonio Flecha | Fassa Bortolo | 3     |
| 10   | Bert Grabsch        | Phonak        | 1     |